# Клаус Слутер
Клаус Слутер (Claus Sluter, * ок. 1340, † 1406, Дижон) е холандски скулптор от Северна Европа ot XIV—XV век, представител на Mеждународната готика. Той е водещият скулптор в Херцогство Бургундия и използва стила за създаване на силен монументален ефект.

## Творби
Създател е на известния „Кладенец на Мойсей“, където статуята на Мойсей по пластична сила и експресия е достойна за сравнение с „Мойсей“ на Микеланджело.
Произведението е изпълнено за Филип Смели в стил, съчетаващ елегантността на Международната готика със северен реализъм, но с монументално качество, необичайно и за двете. Скулптурата е изсечена от камък, добит в Аниер близо до Дижон, и се състои от голяма сцена на разпятието или „Голгота“, с висок тънък кръст над шестоъгълна основа, която е заобиколена от фигурите на шестте пророци, които предвиждат смъртта на Христос на кръста – Мойсей, Давид, Йеремия, Захария, Даниил и Исая. На тънки колонки по ъглите между тези пророци стоят шест плачещи ангела.
Всички фигури, включително изгубената група на Голгота, са изрисувани и позлатени от Жан Малуел и част от тази боя е останала. Благодарение на оцеляването на херцогските сметки комисионната и текущата работа са необичайно добре документирани. Традиционно се приема, че сцената на Голгота включва Дева Мария, Мария Магдалена и Свети Йоан, въпреки че скорошни изследвания (базирани на внимателен прочит на архивите и изследване на точките за фиксиране на върха на основата) предполагат, че е имало само една фигура – Магдалена, прегръщаща подножието на Кръста.
Първоначално конструкцията се състои от четири елемента: самият кладенец е около 4 m дълбок и е захранван от вода, канализирана от близката река Уш, шестоъгълният кей, потънал в центъра на кладенеца (украсен с пророците и ангелите), тераса с размери 2,8 m в диаметър, поставен на върха на стълба, и кръстът, който се издигал от центъра.
- Кладенецът на Мойсей
- детайл
- общ изглед
- пророк
- пророк
- ангел
- ангел
- Порталът на картезиански манастир Шаммол

Порталът на картезиански манастир Шаммол е поръчан от Филип Смели близо до Дижон. Мария с Младенеца (1391 г.) е представена пред централната колона, оградена от двойката основателите, Филип и Маргарет III Фландърска – в пространството на подпорите с високо украсени корнизи и балдахини. В групата се появяват и фигурите на Свети Йоан и Света Екатерина, представящи дарителите. Всички скулптури в групата са изобразени с рокли и мантии, със сложни гънки, които им придават аристократичен вид. Прави впечатление присъствието на дарителите в пространство, запазено дотогава само за свещени фигури.
Порталът е започнат от Жан дьо Марвил през 1388 г., след което е разширен от Клаус Слутер, който прави петте статуи, завършени през 1393 г. Тези статуи представляват Дева с Младенеца в динамичен контрапост и отделени по своя размер и форма от архитектурата на вратата. Тя е заобиколена от всяка страна от дарителите: Филип Смели и съпругата му Маргарита Фландърска, в реалистични молитвени пози в реален размер, с техните светци покровители: Света Екатерина Александрийска и Свети Йоан Кръстител. Цялата композиция създава чиста перспектива, освободена от вертикалността на вратата.
Статуите на покровителите Филип Смели и Маргарита Фландрска са очевидно автентични портрети, тъй като показват физическите дефекти на херцога и херцогинята (известната двойна брадичка на херцогинята). Драпериите и дрехите са изработени с динамизъм, енергия и движение, а израженията на героите са с голям реализъм.
Клаус Слутер създава цяло направление в бургундската пластика. Заедно с учениците си той създава фигурите на „Оплаквачите“ за гробницата на Филип Смели – цялата история на изкуството рядко може да се срещне толкова съвършено пластично изражение на мъжествена мълчалива скръб, както в тези монолитни фигури, загърнати в дълги наметала с качулки, смъкнати ниско над очите.